# Čarské písky
Čarské písky (rusky Чарские пески) je oblast písečných dun v Zabajkalském kraji Ruska. Leží v údolí řeky Čara, podle níž byla pojmenována. Má nadmořskou výšku přes 700 m a rozlohu přibližně 30 km². Nachází se na úpatí pohoří Kodar a je vzdálena devět kilometrů od Bajkalsko-amurské magistrály. Nejbližším sídlem je Čara v Kalarském rajónu. 
Čarské písky jsou označovány za „nejsevernější písečnou poušť na světě“ a „sibiřskou Saharu“, i když podle rozlohy a klimatických podmínek nejde o pravou poušť. Pohyblivé písečné přesypy jsou obklopeny lesem a rašeliništi. Duny dosahují výšky až třicet metrů a délky okolo 150 m. Místní písek obsahuje převážně křemeny a živce. Srážky zde činí okolo 35 cm ročně. V prohlubních se drží vlhkost a vznikají oázy se skromnou vegetací, v níž převládá borovice zakrslá, modřín sibiřský a bříza zakrslá. Na okraji Čarských písků se nacházejí jezírka Aljonuška a Tajožnoje. 
Tato přírodní rarita vznikla v období pleistocénu, kdy zde existoval Sakukanský ledovec. V jeho kotlině pak vzniklo jezero, které asi před 55 tisíci lety vyschlo a obnažilo písčité dno. V oblasti byly nalezeny doklady lidského osídlení z období neolitu. Domorodí Evenkové občas překračují písky se stády sobů.
V roce 1980 byly Čarské písky vyhlášeny geologickou přírodní památkou a od roku 2018 jsou součástí Kodarského národního parku. Efektní kontrast žlutého písku s okolní tajgou a celoročně zasněženými vrcholy hor vytváří z lokality oblíbenou turistickou atrakci. 

## Galerie

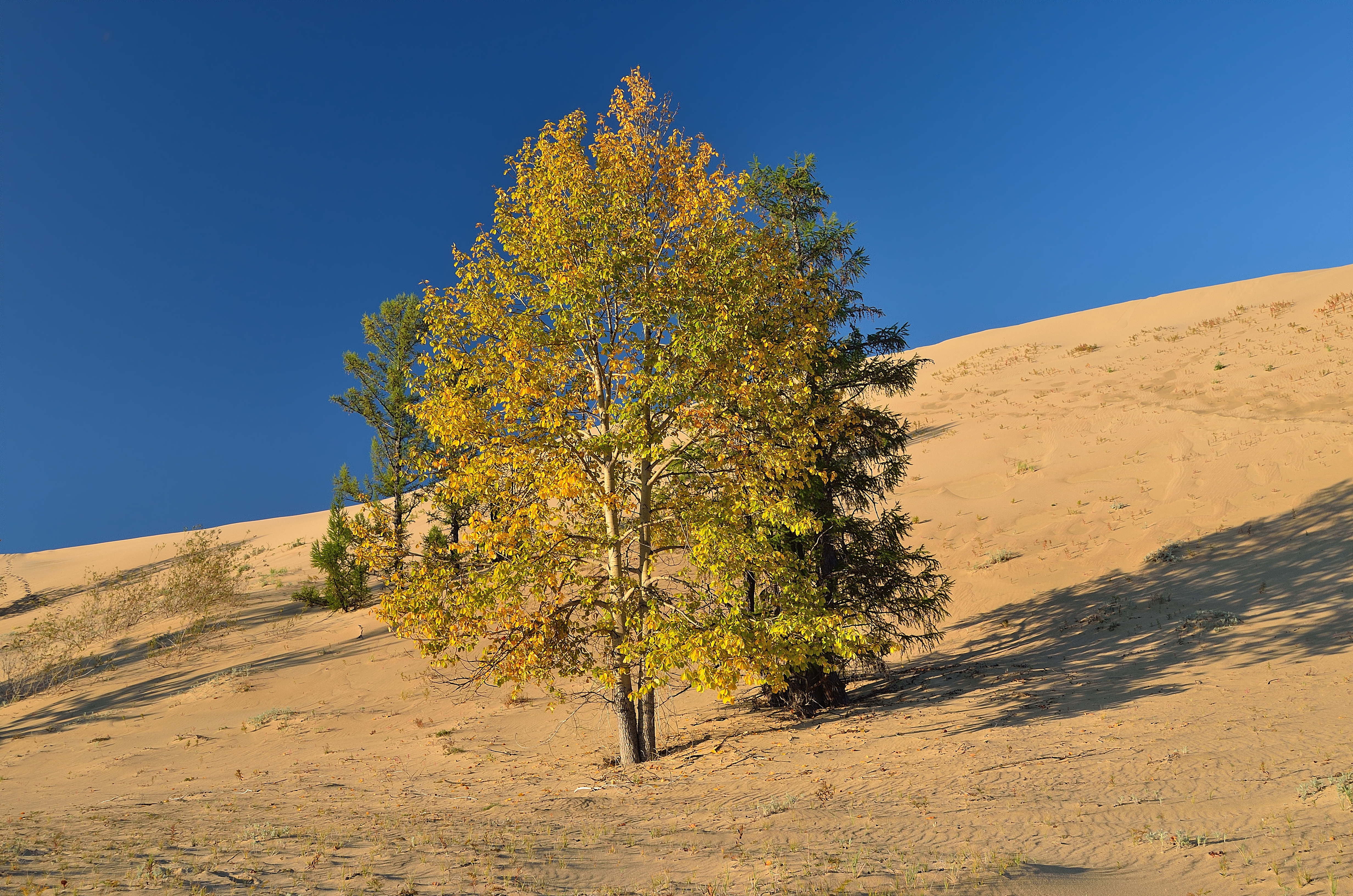
Stromy rostoucí z písku
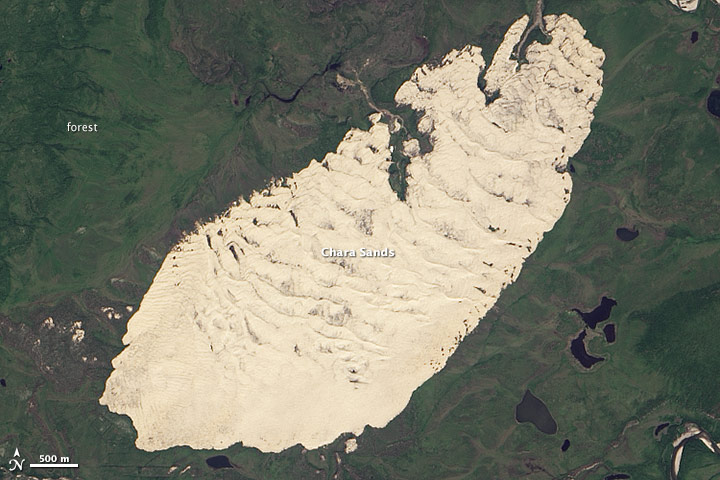
Satelitní snímek oblasti
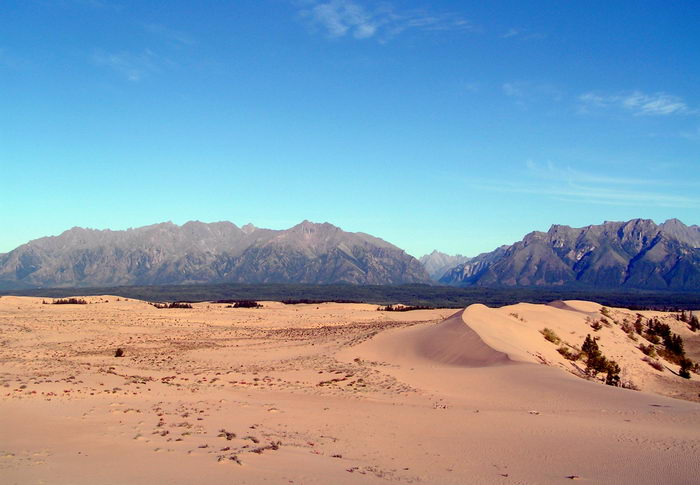
Duny s horami v pozadí